# Photosensibilität (Dermatologie)
Unter Photosensibilität, auch Photosensitivität, versteht man in der Dermatologie eine pathologische Lichtempfindlichkeit.
Bei Lichtexposition entsteht aus der Photosensibilität eine Photodermatose: Bereits nach geringer Lichtbestrahlung entwickelt die photosensibilisierte Haut einen übermäßigen Sonnenbrand, einen Ausschlag oder Symptome wie Juckreiz, Brennen oder Parästhesien.

## Ursachen der Photosensibilität
Die genaue Ursache und Entstehung einer Photosensibilität lassen sich nicht immer ermitteln. Einige Krankheiten haben eine Photosensibilität unbekannter Ursache als Symptom, z. B. der Lupus erythematodes.
Auslöser einer Photosensibilität können minimale chronische Hautschädigungen sein, die durch bestimmte Krankheiten verursacht und unterhalten werden, z. B. die DNA-Schädigung bei Xeroderma pigmentosum.
Auch kann die Photosensibilität durch Photosensibilisatoren ausgelöst werden. Darunter versteht man Substanzen, die in die Haut eingelagert werden und dort eine erhöhte Lichtempfindlichkeit verursachen.
- Photosensibilisatoren kann der Körper bei bestimmten Erkrankungen selbst produzieren: Sie werden endogene Photosensibilisatoren genannt. Diese können bei Lichteinwirkung über die Photosensibilität zur sekundären Photodermatose führen. Zu den Krankheiten, die endogene Photosensibilisatoren produzieren, gehören z. B. Porphyrien.[4]
- Photosensibilisatoren können körperfremde Substanzen sein, die dem Körper entweder äußerlich, durch direkten Kontakt, oder innerlich zugeführt werden. Diese werden exogene Photosensibilitatoren genannt. Bei Lichtexposition können diese exogenen Photosensibilisatoren über die Photosensibilität zu einer Primären Photodermatose führen.[4] Häufige exogene Photosensibilisatoren sind bestimmte Medikamente, aber auch andere Stoffe, z. B. Hautcremes, Kosmetika, Sonnenschutzmittel, Farbstoffe oder Parfüm.[3]

Die durch exogene Photosensibilisatoren verursache Photosensibilität kann sich als Phototoxie oder Photoallergie äußern. Eine Photoallergie tritt meistens als Kontaktallergie auf. Die Unterscheidung zwischen einer Phototoxie und einer Photoallergie ist nicht immer möglich, da einige Substanzen sowohl phototoxische als auch photoallergische Eigenschaften aufweisen.

## Diagnose der Photosensibilität
Zur Abklärung einer Photosensibilität eignen sich abgestufte Belichtungen im UV-A- und UV-B-Bereich in Form einer Lichttreppe. Die minimale Erythemdosis (MED) ist typischerweise herabgesetzt. Eine pathologische Erniedrigung der minimalen Erythemdosis bei den Hauttypen I und II wird für Werte unter 10 J/cm² UV-A und 0,025 J/cm² UV-B angenommen. Bei den Hauttypen III und IV gilt auch eine minimale Erythemdosis UV-B unter 0,075 J/cm² als suspekt.
Phototoxisch wirkende Photosensibilisatoren werden nachgewiesen, indem man erst die Photosensibilität durch eine Lichttreppe zeigt, danach die Substanz weglässt und die Photosensibilität nach einer Weile erneut überprüft.
Photosensibilisatoren, die eine photoallergische Reaktion hervorrufen, werden durch einen Epikutantest mit Belichtung nachgewiesen.

## Prävention und Therapie bei Photosensibilität
Glas und dünne Kleidung halten UV-B-Strahlung weitgehend ab, nicht aber UV-A-Strahlung. Reaktionen der photosensibilisierten Haut können daher auch bei Sonnenexposition hinter Glasscheiben auftreten.
Präventiv und therapeutisch wirksam sind bei Photosensibilität Sonnenvermeidung und Sonnenschutz. Hilfreich ist dabei, Solarien zu meiden, dicht gewebte Kleidung zu tragen, Sonnenschutzmittel gegen UV-B- und UV-A-Strahlung mit hohem Lichtschutzfaktor (mindestens 30) sowie UV-undurchlässige Folien an den Fenstern.
Medikamente, die photosensibilisierend wirken, sollten nach Rücksprache mit dem behandelnden Arzt möglichst abgesetzt oder in der Dosis reduziert werden. Andere photosensibilisierende Stoffe sollten gemieden werden.
Wirken bereits kürzeste Sonnenexpositionen als Auslöser einer Dermatose, kann eine Desensibilisierung durch Phototherapie hilfreich sein.
Im durch Photosensibilität ausgelösten Akutfall können äußerlich angewandte Cortisonsalben helfen.